# Claudia Llosa
Claudia Llosa Bueno (Lima, 15 november 1976) is een Peruaans filmregisseur, scenarioschrijver en producent. Ze is de nicht van de schrijver en Nobelprijswinnaar Mario Vargas Llosa en van de filmregisseur Luis Llosa.

## Biografie
Claudia Llosa werd geboren in Lima waar ze studeerde aan het Newton College en vervolgens een diploma Communicatiewetenschap behaalde aan de universiteit van Lima. Einde jaren 1990 verhuisde ze naar Madrid, Spanje waar ze van 1998 tot 2001 studeerde aan de filmacademie Escuela TAI. 
Na haar studies begon ze te schrijven aan het script van Madeinusa. In 2003 kreeg ze de prijs voor beste niet-gepubliceerd script op het Havana Film Festival. De film die uiteindelijk ook door haar werd geregisseerd, kwam in première op het Sundance Film Festival in 2006 en behaalde verschillende internationale prijzen. Haar tweede langspeelfilm La teta asustada won als eerste Peruaanse film ooit de Gouden Beer op het Internationaal filmfestival van Berlijn in 2009. De film werd ook genomineerd voor een Oscar voor beste niet-Engelstalige film in 2010.

## Filmografie
- Madeinusa (2006)
- La teta asustada (2009)
- El niño pepita (kortfilm, 2010)
- Loxoro (kortfilm, 2011)
- No llores, vuela (Aloft) (2014)
- Mis otros yo' (kortfilm, 2021)
- Distancia de rescate (2021)